# Евстигнеев, Борис Андреевич
Борис Андреевич Евстигнеев (04 ноября 1936, рабочий посёлок Баланда (ныне город Калининск), Саратовская область — 1 октября 2019, г. Голицино Одинцовского района Московской области) — советский и российский учёный, полковник, кандидат юридических наук. Автор методики идентификации автора рукописного текста, выполненного печатными буквами.

## Биография
Борис Андреевич Евстигнеев родился 4 ноября 1936 года в рабочем посёлке Баланда (ныне город Калининск). Родители: отец — Евстигнеев Андрей Петрович, 1904 года рождения, работал в МТС механиком, а затем инструктором в школе механизации, был кузнецом. Погиб на фронте в 4 сентября 1943 года. Мама — Евстигнеева Ксения Григорьевна, 1900 года рождения, была домохозяйкой, умерла в 1994 году. Был в семье шестым, а всего детей было 8 человек.
В 1944 году поступил в школу, окончил её в 1954 году. В 13-летнем возрасте создал и возглавил тимуровскую команду и оказывал посильную помощь семьям, потерявшим кормильцев во время войны.
После школы поступил в Ульяновское военное училище связи, которое окончил с отличием в 1957 году. Служил в Западном военном округе под Петрозаводском, в г. Лахденпохья.
Во время сокращения численности Советской Армии был сокращён. Поступил в Саратовский юридический институт имени Д. И. Курского, который окончил в 1962 году с отличием.
В 1962 году был направлен на работу в прокуратуру. Работал следователем прокуратуры Озинского района Саратовской области с августа 1962 года по май 1964 года. В 1964 году был переведен на работу в Энгельсскую межрайонную прокуратуру Саратовской области, где продолжил работу следователем до августа 1965 года. С сентября по ноябрь 1965 года работал в лаборатории п\я 12 в Энгельсе в качестве инженера.
С 1965 года работал на экспертно-криминалистических должностях в Управлении КГБ СССР по Саратовской области. Во время работы в 1970 году получил диплом Саратовского политехнического института — учился на факультете электронной техники, одновременно на общественных началах посещал некоторые лекции по лингвистике, математике, психофизиологии и другим наукам в Саратовском государственном университете им. Н. Г. Чернышевского.
Принимал участие в расследовании ряда резонансных уголовных дел, в том числе одного из первых заказных убийств в СССР, совершенного с использованием взрывного устройства.
В 1985 году в Саратовском юридическом институте защитил кандидатскую диссертацию по почерковедческой тематике, разработал методику по объекту — письму печатным шрифтом при наличии только скорописных образцов.
С 1987 по 1989 год, возглавил кафедру юридических дисциплин на Высших Курсах КГБ СССР в Алма-Ате.
В 1991 году Борис Андреевич принял участие в создании на базе Саратовской Высшей Школы милиции СЮИ МВД, где возглавил кафедру криминалистики.
С 1996 по 1997 годы работал в качестве начальника отдела комитета по управлению имуществом Энгельса. С 1997 года — доцент кафедры криминалистики Саратовской Государственной академии права, позже кафедры обеспечения раскрытия преступлений.
Явился инициатором и активным участником открытия и организации новой учебной специальности — «Судебная экспертиза» (1993]). Стал одним из разработчиков комплекса учебно-методической документации, в том числе Госстандарта по подготовке специалистов с высшим экспертным образованием. Активный участник создания первого учебно методического отдела в области судебной экспертизы. Рецензент Учебника «Почерковедение и почерковедческая экспертиза». Доцент Саратовской государственной академии права. Неоднократно принимал участие в научных конференциях. С использованием трудов Евстигнеева Б. А. была разработана и внедрена программа дисциплины «Почерковедение и почерковедческая экспертиза» для специальности 40.05.03 Судебная экспертиза.
Труды Евстигнеева часто использовались при подготовке и написании научных статей в области криминалистики. Так, на них ссылаются автор научной работы «Закономерности проявления в текстах признаков почерка при подражании почерку другого лица» А. Ф. Купин, авторы работы «Изучение влияния характера подложки на признаки почерка исполнителя рукописного текста»
После увольнения в запас долгое время преподавал в Саратовской государственной Академии Права на кафедре криминалистики, а также в Саратовском Государственном Университете. Делал экспертизы, работая старшим экспертомв Саратовской лаборатории судебных экспертиз Архивная копия от 12 октября 2019 на Wayback Machine, а также в АНО "НБИ «Истина».
Борис Андреевич много времени проводил на даче, писал стихи и прозу, многие его произведения публиковались в ведомственных изданиях, по одному из стихотворений названа книга к столетию УКГБ по Саратовской области «Век доблести и чести».

## Семья
Супруга — Анна Михайловна Тыщенко, педагог по профессии. Два сына, Андрей и Павел. Внук Александр и внучки Анастасия, Олеся и Полина.
Похоронен на Новодеревенском кладбище, г. Балашиха.

## Награды
1. Медаль «За безупречную службу» — 3 степени;
2. Медаль «За безупречную службу» — 2 степени;
3. Медаль «За безупречную службу» — 1 степени;
4. Юбилейная медаль «40 лет Вооружённых сил СССР»;
5. Юбилейная медаль «50 лет Вооружённых сил СССР»;
6. Юбилейная медаль «60 лет Вооружённых сил СССР»;
7. Юбилейная медаль «70 лет Вооружённых сил СССР»;
8. Медаль «Ветеран Вооружённых сил СССР»;
9. Медаль «Ветеран труда»;
10. Медаль «В ознаменование 100-летия со дня рождения В. И. Ленина»;
11. Медаль «В ознаменование 140-летия со дня рождения В. И. Ленина»;
12. Медаль «В ознаменование 130-летия со дня рождения И. В. Сталина»;
13. Медаль РФ «За отличную службу по охране общественного порядка»;
14. Медаль «200 лет МВД»;
15. Медаль «20 лет Победы в ВОВ»
16. Медаль «30 лет Победы в ВОВ»
17. Медаль «40 лет Победы в ВОВ»
18. Медаль «50 лет Победы в ВОВ»;
19. Медаль «60 лет Победы в ВОВ»;
20. Медаль «65 лет Победы в ВОВ»;
21. Медаль «70 лет Великой Победы»;
22. Медаль «Дети Войны».
23. Медаль «За активную гражданскую позицию и патриотизм Архивная копия от 14 октября 2019 на Wayback Machine»
24. Памятная медаль «80 лет управлению оперативно-технических мероприятий ФСБ России»

### Знаки РФ
1. «За содействие МВД России»;
2. «За заслуги в развитии экспертно-криминалистической службы»;
3. «ЭКС МВД 85»;
4. «60 лет победы в Великой Отечественной войне»;
5. «85 лет ЭКС»;
6. «70 лет управлению оперативно-технических мероприятий»;
7. «90 лет УФСБ России»;
8. «95 лет УФСБ России»;
9. «100 лет УФСБ России»;
10. «25 лет ФЭК ВЮИ МВД России»;
11. «Ветеран управления оперативно-технических мероприятий ФСБ России»